# Merthyr Tydfil (hrabstwo)
Merthyr Tydfil – hrabstwo miejskie w Walii. Od wschodu graniczy z hrabstwem Caerphilly, od zachodu z Rhondda Cynon Taf a od północy z Powys. W 2011 roku hrabstwo liczyło 58 802 mieszkańców.

## Podział administracyjny

### Communities (civil parishes)
- Bedlinog, Cyfarthfa, Dowlais, Gurnos, Merthyr Vale, Pant, Park, Penydarren, Town, Troed-y-Rhiw, Treharris i Vaynor.

### Okręgi wyborcze (wards)
- Bedlinog, Cyfarthfa, Dowlais, Gurnos, Merthyr Vale, Park, Penydarren, Plymouth, Town, Treharris i Vaynor[3].

## Miejscowości
Na terenie hrabstwa znajdują się następujące miejscowości (w nawiasach liczba ludności w 2011):
- Merthyr Tydfil (43 820)
- Treharris (7705)
- Aberfan (3547)
- Bedlinog (1112)
- Trefechan (1042)